# Лазаренко Андрій Костянтинович
Андрі́й Костянти́нович Лазаре́нко (*30 листопада 1909, Харків — †4 травня 1983) — український композитор.
У 1930–1932 роках викладав в робітфаці при Харківській консерваторії, 19346-1936 — Харківському музичному технікумі. 1935 року закінчив Харківську консерваторію, клас композиції у Семена Богатирьова. В 1936–1944 роках викладав у Харківській консерваторії. Учасник Другої світової війни.
З 1948 року — редактор київського видавництва «Музфонд», 1961–1965 — завідувач редакції видавництва «Мистецтво».